# Albert Hammond jr.

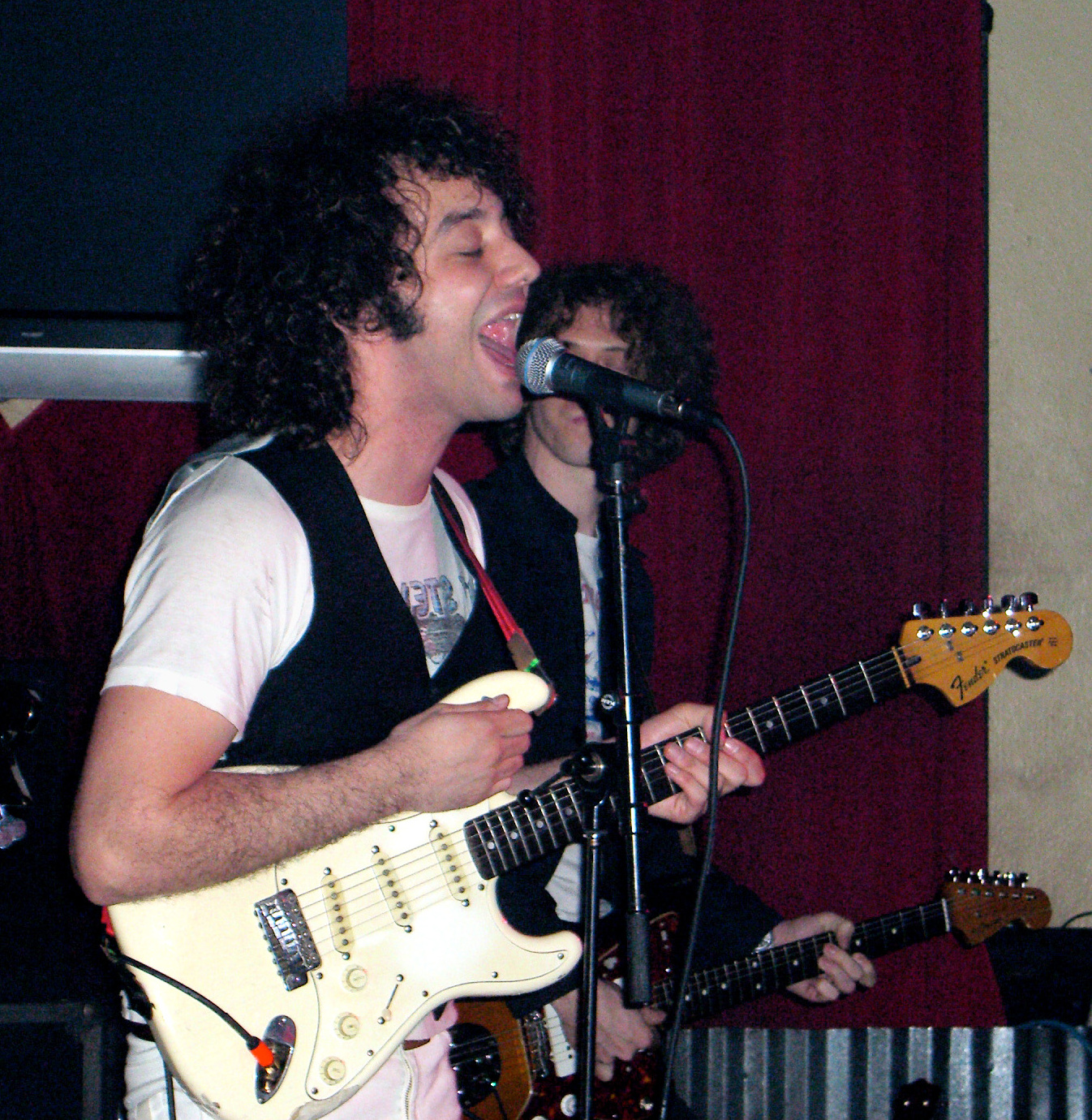
Albert Hammond Jr.

Albert Hammond Jr. (Los Angeles, 9 april 1980) is de gitarist van de band The Strokes. Tevens is hij de zoon van de singer-songwriter Albert Hammond.

## Levensloop
Toen hij op zijn dertiende door zijn vader naar een school in Zwitserland werd gestuurd, ontmoette hij Julian Casablancas, met wie hij later in een band zou komen te spelen. In 1998 spraken ze af in New York en vormden ze een band met hun vroegere schoolgenoten Nick Valensi, Nikolai Fraiture en Fabrizio Moretti.
Naast zijn bezigheden met The Strokes heeft Hammond ook een solocarrière. Zijn eerste soloalbum, Yours to Keep, kwam uit in 2006. Daarvan haalde de single 101 de Nederlandse radio. In de zomer van 2008 kwam ¿Cómo Te Llama? uit. De eerste single daarvan is GFC.
In het najaar van 2008 stond Hammond in het voorprogramma van Coldplay tijdens hun tournee Viva La Vida door Europa.
Op 31 juli 2015 verscheen zijn derde langspeelplaat, Momentary Masters.

## Discografie

### Albums solocarrière
- Yours to Keep (2006)
- ¿Cómo Te Llama? (2008)
- Momentary Masters (2015)
- Francis Trouble (2018)

### Ep's solocarrière
- AHJ (2013)

### Studioalbums met The Strokes
- Is This It (2001)
- Room on Fire (2003)
- First Impressions of Earth (2006)
- Angles (2011)
- Comedown Machine (2013)
- The New Abnormal (2020)

## Trivia
- Hij draagt zijn gitaar meestal erg hoog, net als Bob Dylan en Ian Curtis.